# Majthényi Károly (királyi tanácsos)
Keselőkői Majthényi Károly (1721 – Buda, 1792. január 6.) országbírói ítélőmester, táblabíró (septemvir, a Hétszemélyes Tábla tagja), királyi tanácsos és a Magyar Királyi Szent István-rend lovagja.

## Származása
Majthényi Márton Bars vármegyei alispán és ináncsi Ebeczky Éva fiaként született 1721-ben. A család kiterjedt birtokokkal rendelkezett, melyek Nyitra (Nyitranovák), Bars (Lehota-Zsitvagyarmat, Kis-Lüle, Veresvár, Garamújfalu, Ohaj), Hont (Csalomja, Kapasz, Deménd), Nógrád (Csesztve, Riba, Szirák, Heréd), Esztergom (Gyiva), Pest (Solymár, Vörösvár, Szentivány, Irsa, Mikebuda, Bugyi, Délegyháza, Ráda, Ordasháza, Dány, Inárcs), Heves (Erk) és Borsod vármegyékben (Geszt, Kács, Tibold-Darócz, Ábrány, Leányfalu, Mezőnyárád, Nagymihály, Igriszi, Tisza-Dorogma és Pély) feküdtek. Ezeken felül Budán és a pesti Király utcában majorjuk is volt, valamint a Budai Várban házzal is rendelkeztek.

## Élete
Majthényi Károly 1744. július 22-én kötött házasságot Beleznay Annával, beleznai Beleznay János tábornok és gyaraki Grassalkovich Zsuzsanna leányával Tápióbicskén, házasságukból 4 fiú és 4 lány született. Lányai közül az elsőként született Majthényi Mária puchói Marczibányi Istvánnal, Majthényi Lucia pedig nagykállói Kállay Péterrel kötött házasságot; egyik fiától, a harmadikként született Jónástól született lányunokája, Majthényi Anna Madách Imre drámaíró édesanyja volt.
Majthényi bizalmas embere volt Mária Terézia királynőnek és II. József császárnak is, udvarhű emberként sikeres politikai pályát futott be: előbb országbírói ítélőmester, majd a hétszemélyes tábla tagja (septemvir), végül királyi tanácsos lett, és megkapta a Szent István-rend lovagja elismerést is.
Mélyen vallásos lelkületét több egyházi alapítványtétel, illetve a saját költségén vállalt solymári templomépítés is tanúsítja. Jótékonykodó életszemléletét az utódainak is továbbörökítette: Majthényi Mária a férjével együtt a korszak egyik legnagyobb hazai mecénása lett, de ismeretes olyan adat is, mely szerint halála után a gyermekei által alkotott családi értekezlet közcélú alapítvány megtételére ajánlott fel egy nagy értékű aranyláncot, amit Majthényi korábban a császártól kapott. Egyik menye, Majthényi Pálné Beniczky Mária ugyancsak közismert volt jótékony természetéről, nevéhez fűződik a mezőnyárádi templom 1812-es felújítása és kibővítése.
1792. január 6-án hunyt el Budán, másnap pedig az általa felépíttetett solymári kegytemplomban helyezték örök nyugalomra. Felesége 1794. november 21-én, 69 éves korában követte férjét, és úgyszintén a solymári “templomban elkészült halotti boltban” temették el.

## Munkája
- Consilia sapientiae, sive collecta, selectaque Salamonis axiomata ... Recusa sumptibus ... Cassoviae, 1758.

## Emlékezete
Majthényi Károlyról Solymáron már a XX. század elején utcát neveztek el, az általa építtetett templom közvetlen közelében. 1945 után az utca nevét megváltoztatták, de a rendszerváltást követően, 1990-ben ismét utcát neveztek el a településen a szép emlékű, kegyes életű földesúr emlékére.